# Języcznik
Języcznik, skolopendrium (Phyllitis J. Hill) – dawniej rodzaj paproci z rodziny zanokcicowatych. Był wyróżniany powszechnie, ale od końca XX wieku zakwestionowano jego odrębność od rodzaju zanokcica Asplenium i w końcu włączony został jako klad w randze podrodzaju do rodzaju Asplenium. Do polskiej flory należy języcznik zwyczajny Phyllitis scolopendrium współcześnie pod nazwą zanokcica języcznik Asplenium scolopendrium, będący zarazem gatunkiem typowym rodzaju. Przynależność innych gatunków do tego taksonu była różna w różnych ujęciach.

## Morfologia
LiściePojedyncze i niepodzielone, kształtem przypominają języki, stąd też nazwa. W dotyku są skórzaste, z wierzchu połyskujące. Charakterystyczną cechą są kupki zarodni na spodzie liści ustawione liniowo w równoległych szeregach.

## Systematyka
Jeszcze w systemie Smitha i in. (2006) rodzaj jest wymieniany w obrębie rodziny zanokcicowatych Aspleniaceae, przy czym już wówczas wskazywano na jego zagnieżdżenie w obrębie rodzaju zanokcica Asplenium. W systemie PPG I (2016) rodzaj nie jest wyróżniany, a należące do niego gatunki są już włączane do rodzaju zanokcica Asplenium.
Synonimy taksonomiczne
Scolopendrium Adanson
Homonimy taksonomiczne
Phyllitis Kuetzing = Fasciata S. F. Gray, Phyllitis Rafinesque = Pteris L., Phyllitis Moench
Wykaz gatunków w obrębie podrodzaju Phyllitis w rodzaju Asplenium
- Asplenium scolopendrium L. (syn. Phyllitis scolopendrium (L.) Newman) – zanokcica języcznik, języcznik zwyczajny
- Asplenium sagittatum (DC.) Bunge, A. J.